# داروفسكوي (كيروف)
داروفسكوي (بالروسية: Даровской) هي مدينة في مقاطعة كيروف أوبلاست في روسيا.
يبلغ عدد سكانها حوالي 7140   نسمة.